# 비행대대
비행대는 육군과 해군 항공대, 그리고 공군의 부대 편제 단위이다.

## 한국
한국에서는 비행대대로 명명되며, 최소 두개 이상의 편대로 편성된다. 비행대대장은 중령이다.

## 미국
미국 공군은, 주요 사령부(Major Command, 사령관은 대장 혹은 중장)가 있고 그 밑에 오산 제7공군과 같은 서수공군(Numbered Air Force, 중장 혹은 소장)-비행단(Wing, 준장)-비행전대(Group, 대령)-비행대대(Squadron, 중령)-편대(Flight) 순으로 있다.
미국 공군은 비행대대에 12대 전투기가 기본이고, 많을 때는 18-24대까지 비행대대에 배속될 수 있다. 미국 해군은 조기경보 비행대대는 4대로 구성되고, 최대 규모에는 12대의 전투기가 배속된다.

## 일본

### 일본 제국
일본 제국 육군 항공부대에서 비행대(일본어: 飛行隊 히코타이[*]는 1943년 연말전까지는 비행중대(飛行中隊 히코추타이[*])로 명명되었던 단위였다. 군용기 12대로 구성되어 3개 혹은 그 이상의 비행소대로 비행대를 편성하였고, 3~4개 비행대로 상위부대인 비행전대를 편성하였다.
일본 제국 해군 항공부대에서는 1944년 3월에 집행된 특설비행대편제에 따라 육상해군항공기지의 부대 이름을 비행대로 개명하였다.

### 자위대
육상자위대의 방면항공대, 방면헬리콥터대, 대전차헬리콥터대, 제1헬리콥터군, 사단 예하에 비행대가 존재한다.
해상자위대의 해군 항공대인 항공집단 소속 항공군(航空群) 예하부대인 항공대가 비행대에 해당된다.
항공자위대는 각 항공단에 최소 2개의 항공대가 편성된다.